# Laophila
Laophila là một chi bướm đêm thuộc họ Geometridae.